# دولوريس إيدالغو

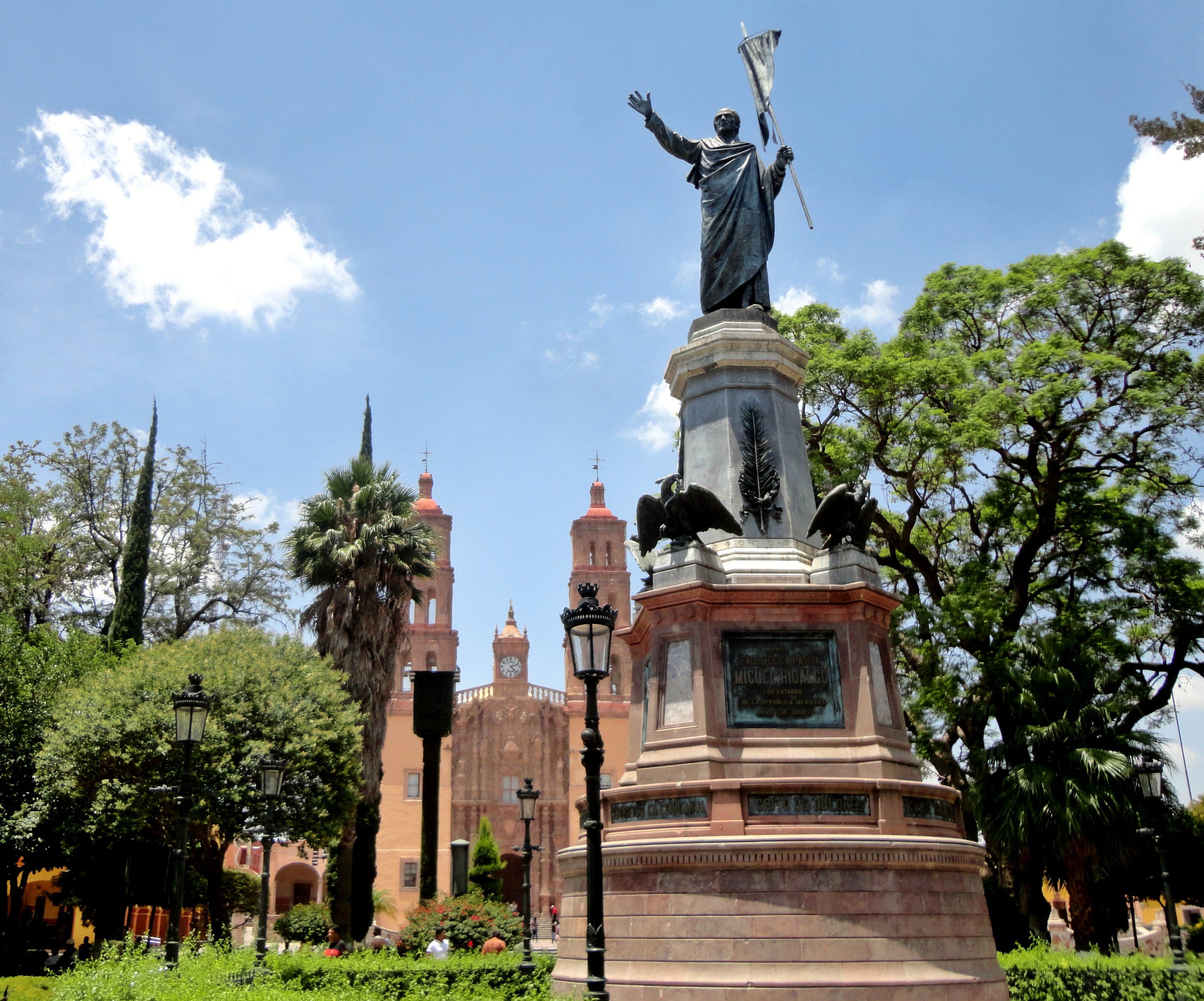
كنيسة وتمثال إيدالغو.

دولوريس إيدالغو (بالإسبانية  [dolo'res ida'lgo] (مساعدة·معلومات)) (الاسم كاملاً دولوريس إيدالغو مهد الاستقلال الوطني ((بالإنجليزية: Dolores Hidalgo Cradle of National Independence)) هو اسم مدينة والمناطق المحيطة بها تقع في الجزء الشمالي الأوسط من ولاية غواناخواتو في المكسيك.
تقع المدينة (21°10′N 100°56′W / 21.17°N 100.93°W) على ارتفاع 1980 متراً (6480 قدماً) فوق مستوى سطح البحر. في تعداد عام 2005، بلغ عدد سكان المدينة 54,843 نسمة، في حين تسجل البلدية 134,641 نسمة. تقع المدينة مباشرة في مركزالبلدية، بمساحة 1590 كم مربع وتضم العديد من المجتمعات الصغيرة النائية.
عام 2002، سميت دولوريس إيدالغو باسم بويبلو ماغيكو أي «مدينة السحر».

## التاريخ

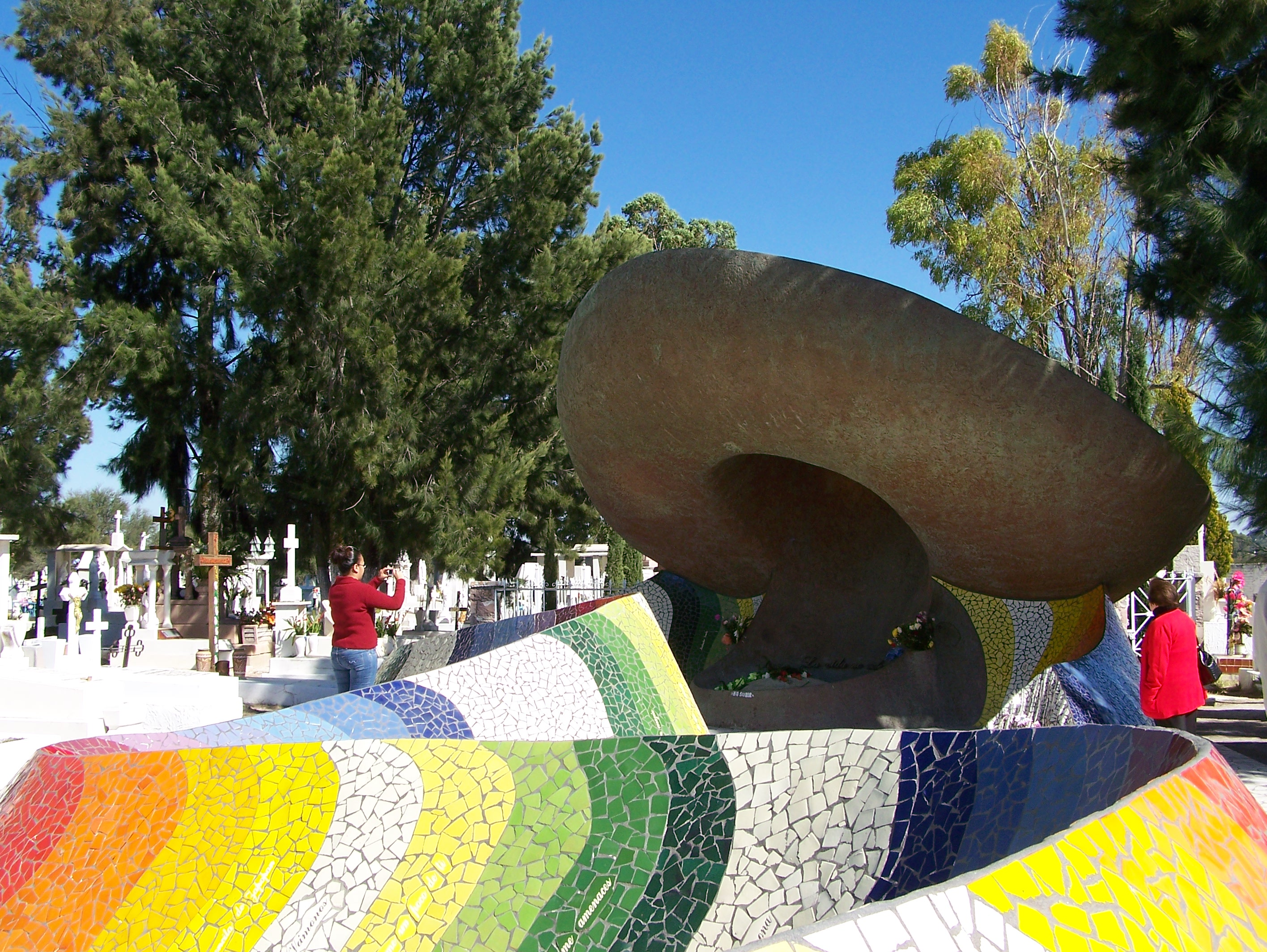
قبر خوسيه ألفريدو خيمينيز

كانت المدينة بلدةً صغيرةً كانت تعرف باسم «دولوريس» فحسب، وذلك عندما أطلق الأب ميغيل إيدالغو إي كوستيا صرخته الشهيرة من أجل استقلال المكسيك (صرخة دولوريس) من تلك البلدة في الساعات الأولى من يوم 16 أيلول (سبتمبر) 1810، أمام الكنيسة. بعد أن حققت المكسيك استقلالها، أعيد تسمية البلدة ليصبح اسمها «دولوريس إيدالغو» وعلى شرف الأب ميغيل إيدالغو.
اليوم، تشتهر دولاريس إيدالغو في المقام الأول بصناعة الخزف، التي بدأها الأب إيدالغوا، والتي توفر دخلاً لأكثر من نصف سكان المدينة. يتم تسويق إنتاج البلدة غير المكلف في جميع أنحاء أمريكا اللاتينية والولايات المتحدة. تعتبر الساحة المركزية للمدينة التي تقع أمام كنيسة إيدالغو التاريخية مركزاً سياحياً شعبياً.
يعتبر قبر خوسيه ألفريدو خيمينيز مقصداً للحج يقصده أتباع رانتشيرا والموسيقى الشعبية. وهو أحد أكثر المغنين المحبوبين شعبيةً في البلاد، إضافة لكونه كاتب أغانٍ ومن أكثر كتاب الأغاني غزارةً في تاريخ الموسيقى الغربية.
من المشاهير مواليد تلك المدينة أدولفو باوتيستا لاعب كرة القدم، أوغستين بالوماريس والأولمبي الأمريكي ليونيل مانزانو

## وصلات خارجية
- (بالإسبانية)−Dolores Hidalgo Cuna de la Independencia Nacional — الموقع الرسمي.
- San Luis De La Paz, Guanajuato Nearby colonial town.
- Dolores Hidalgo eGuide to Dolores Hidalgo
- Bibliography and Hemerography: Miguel Hidalgo and Costilla.
- Miguel Hidalgo and Costilla - Documents of 1810 and 1811.
- Chronology of Miguel Hidalgo and Costilla.
- Points of interest on the map for Dolores Hidalgo